# ピョートル・ストゥチカ
ピョートル（ペーテリス）・イヴァノヴィチ・ストゥチカ（ロシア語: Пётр Иванович Стучка、ラトビア語: Pēteris Stučka、1865年7月26日（ユリウス暦7月14日） - 1932年1月25日）は、ロシアの法学者。

## 人物

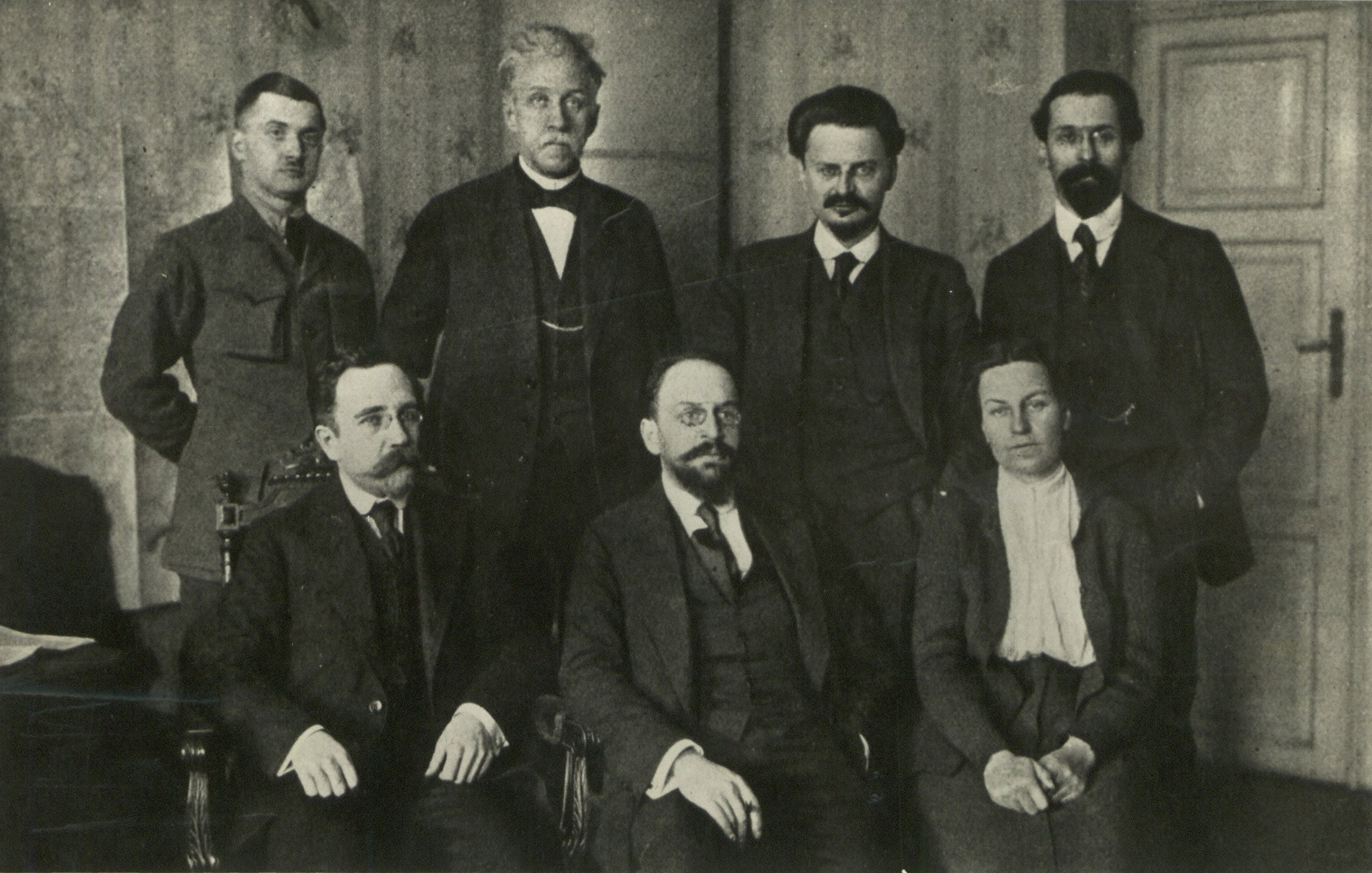
ブレスト＝リトフスク条約の調印にロシア側代表として出席（後列左から2番目）

ラトビア共産党の創立者の一人で、ソ連の司法人民委員。ロシア連邦共和国最高裁判所長などを歴任して、初期のソビエト司法を指導した。死後、ヴィシンスキーに非難を受けるが、1956年に名誉を回復。1965年に生誕100年が祝われた。

## 思想
エフゲニー・パシュカーニスと並ぶマルクス主義法学者であり、ミハイル・レイスネルの心理学的法理論や規範主義の理論に対抗して、法と経済の密接なつながりを指摘したが、これによって「法と経済、法と事実関係を混同する」という法社会学と同じ欠陥に陥ってしまった。彼は「法は支配階級の利益に対応し、その組織された権力によって保護されている社会関係の体系(秩序)である」と定義したが、この定義においては法の上部構造性というマルクス主義の基本的理念は否定されている。また、マルクス、エンゲルスが強調した、法における意志の契機をも否定した。彼の理論はパシュカーニスと意識を共有するものであったが、「社会関係」の具体的内容に法も政治も経済も含む不明瞭なものである点で、パシュカーニスのそれと比べると精緻化されておらず、それゆえにパシュカーニス理論の出現によって影響力をひそめることとなった。

## 主な著作
- 『法と国家の革命的役割』1920年、第3版1924年
- 『ロシア連邦共和国の国家と憲法について』1922年
- 『階級国家と民法』1924年
- 『レーニン主義と国家』1925年
- 『ソヴェト民法教程』第1巻、1927年、第2版1931年、第2巻、1929年、第3巻、1931年
- 『ソヴェト法の革命的役割』1931年